# Francesco Buonvisi
Francesco Buonvisi (né le 16 mai 1626 à Lucques, en Toscane, et mort le 25 août 1700 à Lucques) est un cardinal italien du XVIIe siècle. Il est un neveu du cardinal Girolamo Buonvisi (1657).

## Biographie
Francesco Buonvisi est chanoine à la basilique du Latran, secrétaire de la Congrégation des eaux et référendaire au Tribunal suprême de la Signature apostolique.
En 1670, il est élu archevêque titulaire de Thessalonique (de) et est envoyé comme nonce apostolique à Cologne, en Pologne en 1673 puis en Autriche (en) de 1675 à 1689.
Le pape Innocent XI le crée cardinal lors du consistoire du 1er septembre 1681. En 1690, il est transféré au diocèse de Lucques.
Buonvisi ne participe pas au conclave de 1689, lors duquel Alexandre VIII est élu pape, mais participe à celui de 1691 (élection d'Innocent XII).

## Succession apostolique
Francesco Buonvisi a ordonné les évêques suivants :
- Évêque Hyacinthus Dimitri, O.P. (1681)
- Évêque Emerich Sinelli (it), O.F.M.Cap. (1681)
- Évêque Ernst von Trautson (de) (1685)